# 盧福瓦侯爵

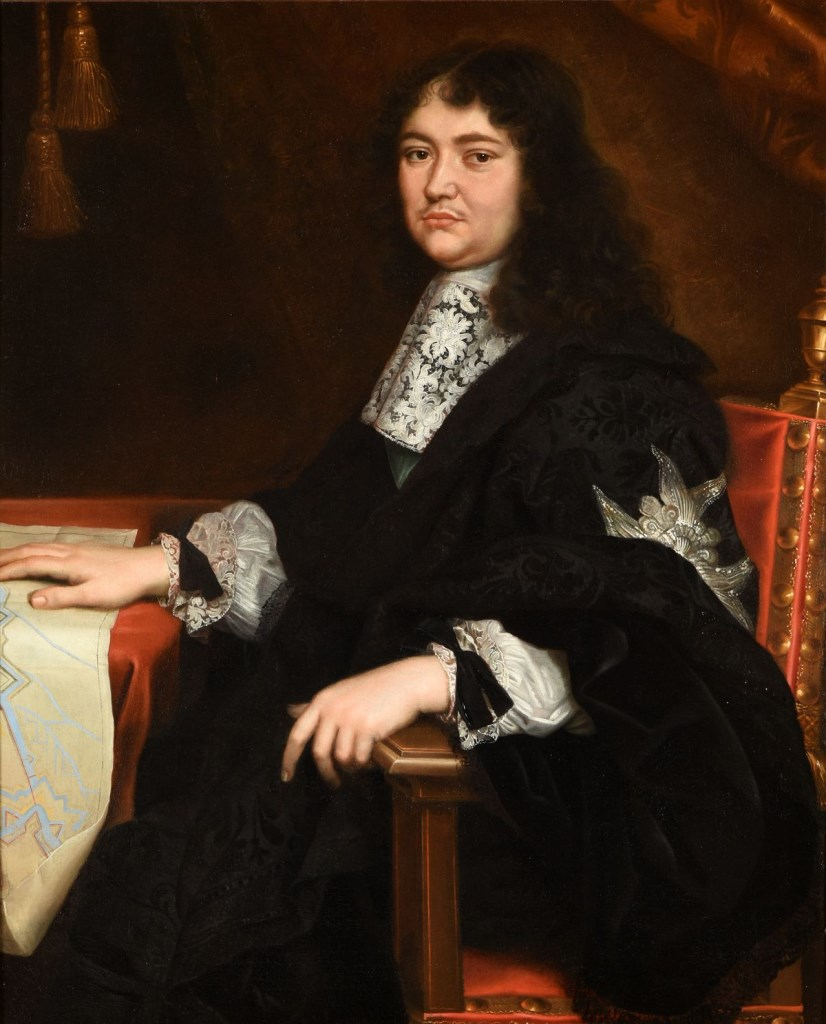
盧福瓦侯爵弗朗索瓦-米歇爾·勒泰利埃

弗朗索瓦·米歇爾·勒泰利埃，卢福瓦侯爵（François Michel Le Tellier, Marquis de Louvois，法語發音：[fʁɑ̃swa miʃɛl tɛlje maʁki də luvwa]；1641年1月18日—1691年7月16日），是法國政治家。他担任陸軍國務大臣，改革法國軍隊，將法軍增加至40多萬士兵，為當時世界上最龐大的常備軍，這支法國軍隊在1667年至1713年的四場戰爭中使法國成就了太陽王的光輝歲月。人們普遍稱呼他為"盧福瓦"。

## 早年
弗朗索瓦-米歇爾·勒泰利埃於1641年1月18日在巴黎出生。他的父親是米歇爾·勒泰利埃，母親為伊莉莎白杜平。路易十四親政後，勒泰利埃主動退位，同時將自己的兒子推薦給國王。1666年，路易十四委任盧福瓦為新的陸軍大臣。盧福瓦得到了國王的全力支持，重新打造法國陸軍。

## 工作

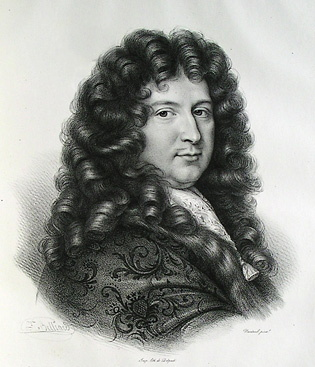

盧福瓦在這些年的工作影響了法國軍隊的歷史和發展。路易十四親政時（1661年）法國軍隊僅僅擁有人數不到5萬而且素質良莠不齊的陸軍。盧福瓦上台後迅速改善法國軍隊的狀況，逐步增兵到1670年代的12.5萬步兵與4.7萬騎兵，甚至到1680年以後的大戰時期，都能維持30萬以上的法軍。
第一，他通過採取志願兵役制，選拔優秀的兵員以提高軍隊素質，後來在1688年建立強迫徵兵制，每個教區都要從平民抽籤以提供定額的士兵。針對當時不少軍銜可以花錢購買，盧福瓦制定了嚴格的軍官考核制度以淘汰濫竽充數者，成功矯正了捐官制帶來的弊病：藉由創立非購買的少校與中校階級，窮困而才能秀異的軍官能夠從此階級晉升到准將、少將與中將等令人羨豔的高位。因此出現了一批天資縱橫、功績卓著的名將，如沒落小貴族出身的工程大師──沃邦、平民出身的亚伯拉罕·德·法贝尔（Abraham de Fabert）與尼古拉·德·卡蒂纳等，憑一己之力躍升功名顯赫、意氣風發的法國元帥。
第二，盧福瓦建立了統一的軍官培訓學校，要求所有的下級軍官接受比自己級別更高的訓練。盧福瓦建立法國最早的砲兵學校，將砲兵和工兵變成重要的兵種，是其偉大創新；他又統一了軍隊服裝與旗幟，制定標準的薪餉並以高效的交通網絡確保後勤補給，讓軍隊失去搶掠人民的理由、整頓了紀律。此外他還重組了法軍最引以為傲的騎兵，將騎兵劃分為重騎兵團（全副武裝的盔甲騎兵，負責正面衝鋒）、輕騎兵團（輕裝騎兵，負責追擊與掃蕩）與及新設立的龍騎兵團（持火器的輕裝騎兵，負責機動火力支援）。建立龍騎兵團是盧福瓦的其中一個傑作。
第三，他推廣槍械革命的刀槍合一戰術：先以輕便的隧發槍取代笨重的毛瑟槍，後來則普遍在槍管上配刺刀讓刀槍合一，如此火槍兵既與矛兵結合，又能輕捷化地行軍，讓法軍在1704年之前橫掃歐陸、幾無敵手。
第四，他對年邁、貧窮與殘障的士兵，於1674年設立「殘障英雄館」，提供他們有尊嚴及舒適生活的退休場所。
總之，盧福瓦制定了完善的軍備督辦制度，明確了各級官吏、軍官的責任與權力。正是在盧福瓦的努力下法國軍隊裝備精良，人員齊整，後勤穩固，不論是數量還是質量都有了極大的提升（1690年代增至40萬陸軍）。1683年，让-巴蒂斯特·柯尔贝尔逝世，由盧福瓦的支持者出任財政大臣。
然而，盧福瓦於1691年7月16日離開國王的內閣後突然中風去世，他的突然去世引起中毒的嫌疑。

## 家庭
盧福瓦通過由他的父親安排的婚姻，與蘇夫雷侯爵女繼承人安妮·德·庫爾唐沃（法國元帥蘇夫雷侯爵吉勒·德·庫爾唐沃之女）。
盧福瓦與安妮有六個孩子：
- 邁克爾·弗朗索瓦，庫爾唐沃侯爵，娶法國元帥德斯特雷伯爵讓二世的女兒[1]
- 馬德琳夏洛特（1665年－1735年）
- 路易-尼古拉，蘇夫雷侯爵
- 路易斯·弗朗索瓦·瑪麗，巴伯齊厄侯爵
- 卡米爾·德·盧福瓦
- 瑪格麗特（死於1711年），與阿蘭庫爾侯爵路易尼古拉·德·納維爾結婚